# Heckler & Koch MSG90
Heckler & Koch MSG90 je vojaška ostrostrelna puška, ki je bila razvita leta 1987. MSG90 označuje Militärisches Scharfschützen Gewehr (slovensko Vojaška ostrostrelna puška) in 90 označuje leto začetka proizvodnje (1990).

## Zgodovina
Heckler & Koch je razvil MSG90 zaradi povpraševanja trga po zanesljivi, robustni, natančni in cenovno ugodni ostrostrelni puški. MSG90 je tako naslednica druge ostrostrelne puške Heckler & Koch PSG1, ki je nastala iz jurišne puške Heckler & Koch G3 ter tako združuje robustnost jurišne puške in natačnost ostrostrelne puške. Za potrebe Korpusa mornariške pehote ZDA so leta 1997 razvili novo verzijo, ki so jo sprva poimenovali MSG90-DMR, a je dobila službeno oznako MSG90A1.

## Zasnova
MSG90
MSG90 in PSG1 uporabljata isti sprožilni mehanizem (sprožilna sila: 3 lb). Sestavljeno kopito je nastavljivo, tako da si lahko uporabnik prilagodi višino (naslon za ličnico) in dolžino (naslona za ramo), pri čemer je kopito manjše in lažje kot pri PSG1.
Cev je pri ustju obtežena, tako da se doseže stabilnost cevi, ki poveča natančnost zadevanja. Vgrajeno skrivalo plemena poveča dolžino cevi. Za boljši strelski položaj so vgrajene strelne nožice, ki se lahko nastavijo po višini.
Strelni daljnogled (6x povečava) je že vgrajen.
MSG90A1
MSG90A1 se od MSG-90 razlikuje po navorni cevi, preoblikovanem skrivalu plemena, ki zdaj omogoča tudi pritrditev dušilca zvoka in možnosti prostega merjenja (dodani mehanski merki; za prosto merjenje moramo najprej odstraniti daljnogled). Kopito z nastavki je predelano tako, da so nastavki sedaj iz gume, ki omogočajo boljšo lego.

## Uporabniki
- Nemčija
- Indija
- Norveška
- Korpus mornariške pehote Združenih držav Amerike